# Càrmides
|  | Per a altres significats, vegeu «Càrmides (desambiguació)». |

Càrmides (en grec: Χαρμίδης) és un diàleg de Plató, en què Sòcrates dialoga amb Càrmides i el jove Crítias. Tracta dos temes majors. Un tema pràctic: el significat de la paraula sophrosyne, una paraula grega que té el significat de 'seny', 'temprança', 'prudència' o 'restricció' com a base de la felicitat. I un segon de teòric: la possibilitat d'una ciència de la ciència, o d'una epistemologia.
Una anàlisi de l'estil i del vocabulari permeten de concloure que és un dels diàlegs més antics de Plató. Com és habitual en els diàlegs platònics de joventut, els interlocutors no aconsegueixen arribar a una definició satisfactòria, però no obstant això, la discussió arriba a molts punts importants.

## Argument
Sòcrates narra el diàleg, i diu que just acaba de tornar de la Batalla de Potidea, una ciutat assetjada i conquerida pels atenencs al començament de la Guerra del Peloponès. Posteriorment es pregunta per si hi ha un jove que destaqui per la seva bellesa o saviesa i li parlen de l'aspecte excel·lent de Càrmides. Quan aquest entra Sòcrates reconeix la seva bellesa física però afirma que és més important la bellesa de l'ànima, tot i que demostra estar molt excitat per la seva proximitat física. Comencen a parlar sobre què és la saviesa vertadera per decidir entre els dos si Càrmides mereix ser anomenat savi a més de bell. Sòcrates afirma que la saviesa és bella i que no equival a la mesura en les accions, com afirmen altres autors i qüestiona les diverses aproximacions del jove al respecte.
També nega que sigui només fer allò que és propi al subjecte, perquè això no és fàcil de determinar. Aquí intervé Críties per defensar aquesta idea i Sòcrates li planteja diverses preguntes. Posteriorment afirma que qui és savi treballa per al bé. Críties afirma que no es pot deslligar de l'autoconeixement. Sòcrates explica que consisteix en la ciència que distingeix la saviesa de la ignorància i, per tant, els savis s'abstenen de fer allò que no dominen i en conseqüència poden perjudicar a altres fent-ho. Per això han de ser els savis qui governin les cases i els estats. Però el concepte mateix de saviesa roman obscur. Conclouen el diàleg Críties i Càrmides exclamant que seguiran a Sòcrates per poder seguir la discussió.

## Anàlisi
Apareixen en aquest diàleg primerenc conceptes que posteriorment seran claus en la filosofia platònica: la equivalència entre bellesa i saviesa i la necessitat que siguin els savis qui governin la ciutat per assegurar el màxim benefici per a tothom. En canvi la negativa a assimilar allò propi amb la saviesa serà desmentida en obres posteriors, on justament s'indicarà que la polis funciona correctament quan cada persona es dedica a allò on demostra més aptituds i li és propi, formant-se així classes socials diferenciades (governants, guardians i productors).
S'aprecia clarament la influència de Sòcrates en el diàleg, no solament per la seva presència com a protagonista i pel mètodes d'interrogació dialogada, sinó per les afirmacions que lliguen bé i saviesa, àmpliament desenvolupades a la teoria de l'intel·lectualisme moral socràtic (qui fa el mal és per ignorància). En canvi hi ha un primer allunyament en les definicions no satisfactòries, tot i que no s'arribi a cap conclusió. La polèmica sobre si el coneixement és autorreferencial, només plantejada, serà una manera de distanciar-se dels sofistes.